# Eleni Papadopulos-Eleopulos
Eleni Papadopulos-Eleopulos fue una biofísica australiana cuya notoriedad procede del fundamento científico que el movimiento de disidentes del sida extrae de sus escritos.
Estudió una tecnicatura en física nuclear en la Universidad de Bucarest y formó parte del personal del departamento de Física e Ingeniería Médicas del Royal Perth Hospital (Hospital Real de Perth). Fue, junto a V. F. Turner y J. Papadimitriou, la principal personalidad del llamado Grupo de Perth, cuyos escritos encabeza con frecuencia.
La originalidad de su participación tiene que ver con que fue la autora inicial de la «hipótesis del desequilibrio redox celular» como fuente de diversas patologías (incluido el sida). Hasta el momento, esta hipótesis y su autora han recibido poca atención del resto de la comunidad científica, como demuestra su escasa presencia en la literatura especializada.

## Desestimada como testigo experto en un juicio
En octubre de 2006 saltó a los medios de comunicación por haber actuado, como experta de la defensa, en la apelación de Chad Parenzee, un australiano seropositivo para el VIH, que había sido condenado a 15 años de prisión por haber contagiado de VIH a varias mujeres con las que tuvo relaciones sexuales sin advertirles de su condición ni tomar precauciones. Finalmente el juez desestimó los argumentos de Papadópulos, desacreditando así al Grupo de Perth.
Papadópulos y el otro miembro principal de The Perth Group, Valendar Turner, dijeron a la Corte Suprema de Australia del Sur que Parenzee debía ser absuelto porque no estaba demostrada la existencia del virus VIH, porque las pruebas de VIH no eran fiables, y por no hay evidencias que demuestren que el VIH puede ser transmitido sexualmente.
Cuando la fiscal Sandi McDonald le preguntó a Papadópulos si ella tendría relaciones sexuales vaginales sin protección con un varón VIH-positivo («you would have unprotected vaginal sex with a HIV-positive man»), Papadópulos respondió: «¡Por supuesto!» («Any time!»).
Papadópulos dijo que el sida es una enfermedad que se produce por la oxidación del interior del organismo, producida por la exposición repetida al semen en el sexo anal pasivo. No se produce por un virus, por lo que no puede ser transmitido de una persona a otra durante las relaciones sexuales.
Varios expertos médicos denunciaron estas declaraciones de Papadópulos, e incluso un testigo experto las calificó de "locuras", "ultrajantes" y "peligrosas" por alentar las relaciones sexuales sin protección.
En su fallo en abril de 2007, el juez John Sulan desestimó el testimonio de Papadópulos y Turner, y rechazó la solicitud de un nuevo juicio. Dijo que ambas personas no estaban calificadas para dar opiniones de expertos acerca de la existencia o la naturaleza del VIH y que «es mínimo el valor probatorio de las pruebas propuestas a ser analizadas por el solicitante».

Una característica importante de la evidencia de los testigos del demandante era que ni Papadópulos-Eleopulos ni el Dr. Turner pudieron probar que tenían alguna experiencia práctica o algún tipo de cualificación en cualquiera de las disciplinas científicas concretas a las que sus pruebas se referían.
John Sulan, juez australiano